# Junction Sheep Range Park
Junction Sheep Range Park är en park i Kanada.   Den ligger i provinsen British Columbia, i den sydvästra delen av landet, 3 400 km väster om huvudstaden Ottawa. Junction Sheep Range Park ligger 567 meter över havet.
Terrängen runt Junction Sheep Range Park är kuperad åt nordost, men åt sydväst är den bergig. Junction Sheep Range Park ligger nere i en dal. Trakten runt Junction Sheep Range Park är nära nog obefolkad, med mindre än två invånare per kvadratkilometer.. Det finns inga samhällen i närheten.
Trakten runt Junction Sheep Range Park består i huvudsak av gräsmarker.